# Ruth Hoffmann (Schriftstellerin)
Ruth Grete Bertha Pauline Hoffmann (verheiratet Ruth Scheye; * 19. Juli 1893 in Breslau; † 10. Mai 1974 in West-Berlin) war eine deutsche Schriftstellerin und Malerin.

## Leben
Ruth Hoffmann wurde 1893 als Tochter des Kaufmanns Ludwig Hoffmann und dessen Ehefrau Margarethe geboren. Sie besuchte die Frauenschule in Weimar und machte danach eine Ausbildung zur Grafikerin und Malerin an der Breslauer Kunstakademie. Bereits 1925 wurden ihre Arbeiten, u. a. ein Plakat für Stern-Haferflocken, in der Zeitschrift Gebrauchsgraphik abgedruckt. Mehrfach wurden ihre Entwürfe preisgekrönt.
Am 15. Mai 1929 heiratete sie in Breslau den Berliner Bankvorsteher Dr. Erich Scheye (17. August 1883 in Lobsens – 15. Juli 1943 Auschwitz) und zog zu ihm in die Hauptstadt. Zwei Jahre nach Erscheinen ihres Erstlingswerks Pauline aus Kreuzburg erhielt sie Schreib- und Publikationsverbot, weil ihr Ehemann Jude war. 1938 hatte sie erstmals einen Aufenthalt in den USA. Sie erkämpfte mehrfach ein Wiedersehen mit ihrem in einem Konzentrationslager inhaftierten Mann, konnte aber seine Ermordung in Auschwitz 1943 nicht verhindern. Ihre weiteren Veröffentlichungen, zumeist zum Thema jüdisches Schicksal, Vertreibung und Exil, erschienen ab 1946. Die Bücher behandeln insbesondere die Themen Schlesien und Breslau.

## Werke
- Pauline aus Kreuzburg. Roman. List Verlag, Leipzig, 1935
- Dunkler Engel. Gedichte. List Verlag, Leipzig, 1946
- Das goldene Seil. Gedichte. List Verlag, Leipzig, 1946
- Franziska Lauterbach. Roman. List Verlag, München, Leipzig, 1947
- Meine Freunde aus Davids Geschlecht. Erinnerungen. Chronos Verlag, Berlin, 1947
- Umgepflanzt in fremde Sommerbeete. Erinnerungen. Chronos Verlag, Berlin, 1948
- Das reiche Tal. Schauspiel 1949
- Der verlorene Schuh. Eine Geschichte vom Leben, Sterben und Lieben.  Roman. Verlag Gustav Spielberg, Berlin, 1949
- Die Zeitenspindel Erzählungen, 1949.
- Die schlesische Barmherzigkeit. Roman. Kiepenheuer Verlag, Köln, Berlin, 1950
- Abersee oder Die Wunder der Zuflucht. Roman. Verlag Dietrich Reimer, Berlin, 1953
- Kinderbuchtrilogie Poosie:
  - Poosie aus Washington. Dressler Verlag, Berlin, 1953
  - Poosie in Europa. Dressler Verlag, Berlin, 1954
  - Poosie feiert Wiedersehen. Dressler Verlag, Berlin, 1956 (ab 1963 unter neuem Titel: Poosie entdeckt Amerika.)
- Der Zwillingsweg. Sommertagebuch, Gedichte und Prosa. Lettner Verlag, Berlin, 1954
- Ich kam zu Johnny Giovanni. Roman. Lettner Verlag, Berlin, 1954
- Zwölf Weihnachtsgeschichten aus Ferne und Nähe. Erzählungen. Lettner Verlag, Berlin, 1954
- Die tanzende Sonne. Erzählungen. Lettner Verlag, Berlin, 1956
- Der Wolf und die Trappe. Roman. Steinkopf Verlag, Stuttgart, 1963
- Der Mohr und der Stern. Erzählungen. Steinkopf Verlag, Stuttgart, 1966
- Die Häuser, in denen ich lebte. Erinnerungen. Steinkopf Verlag, Stuttgart, 1969
- Eine Liebende. Roman. Steinkopf Verlag, Stuttgart, 1971

## Ehrungen
- Schlesischer Kulturpreis 1967
- Eichendorff-Literaturpreis 1967
- Bundesverdienstkreuz am Bande 1968
- August-Macke-Preis 1969